# Чемпіонат світу з футболу 1930 (склади команд)
Склади команд — учасниць фінального турніру чемпіонату світу з футболу 1930 року.

## Група 1

### Аргентина
Головний тренер:  Франсіско Оласар і  Хуан Хосе Трамутола
| № | Поз. | Гравець              | Дата народження (вік)         | Матчів | Клуб                            |
| - | ---- | -------------------- | ----------------------------- | ------ | ------------------------------- |
|   | ВР   | Анхель Боссіо        | 5 травня 1905 (вік 25 років)  |        | Тальєрес (Ремедіос-де-Ескалада) |
|   | ВР   | Хуан Ботассо         | 23 жовтня 1908 (вік 21 рік)   |        | Архентіно де Кільмес            |
|   | ЗХ   | Хосе Делья Торре     | 23 березня 1906 (вік 24 роки) |        | Расінг                          |
|   | ЗХ   | Рамон Муттіс         | 12 березня 1899 (вік 31 рік)  |        | Бока Хуніорс                    |
|   | ЗХ   | Фернандо Патерностер | 24 травня 1903 (вік 27 років) |        | Расінг                          |
|   | ЗХ   | Едмундо П'яджо       | 3 жовтня 1910 (вік 19 років)  |        | Ланус                           |
|   | ПЗ   | Хуан Еварісто        | 20 червня 1902 (вік 28 років) |        | Спортіво Барракас               |
|   | ПЗ   | Альберто Чивідіні    | 23 лютого 1907 (вік 23 роки)  |        | Естудіантіль Портеньо           |
|   | ПЗ   | Луїс Монті           | 15 травня 1901 (вік 29 років) |        | Сан-Лоренсо                     |
|   | ПЗ   | Адольфо Сумельсу     | 5 січня 1902 (вік 28 років)   |        | Естудіантіль Портеньо           |
|   | ПЗ   | Педро Суарес         | 5 червня 1908 (вік 22 роки)   |        | Бока Хуніорс                    |
|   | ПЗ   | Родольфо Орландіні   | 1 січня 1905 (вік 25 років)   |        | Естудіантіль Портеньо           |
|   | НП   | Наталіо Перінетті    | 28 грудня 1900 (вік 29 років) |        | Расінг                          |
|   | НП   | Карлос Пеусельє      | 13 вересня 1908 (вік 21 рік)  |        | Спортіво                        |
|   | НП   | Франсіско Варальйо   | 5 лютого 1910 (вік 20 років)  |        | Хімнасія Ла-Плата               |
|   | НП   | Алехандро Скопеллі   | 12 травня 1908 (вік 22 роки)  |        | Естудьянтес                     |
|   | НП   | Мануель Феррейра     | 22 жовтня 1905 (вік 24 роки)  |        | Естудьянтес                     |
|   | НП   | Гільєрмо Стабіле     | 17 січня 1905 (вік 25 років)  |        | Уракан                          |
|   | НП   | Роберто Черро        | 23 лютого 1907 (вік 23 роки)  |        | Бока Хуніорс                    |
|   | НП   | Аттіліо Демарія      | 19 березня 1909 (вік 21 рік)  |        | Естудіантіль Портеньо           |
|   | НП   | Маріо Еварісто       | 10 грудня 1908 (вік 21 рік)   |        | Бока Хуніорс                    |
|   | НП   | Карлос Спадаро       | 5 лютого 1902 (вік 28 років)  |        | Ланус                           |

### Чилі
Головний тренер:  Дьордь Орт
| № | Поз. | Гравець             | Дата народження (вік)           | Матчів | Клуб                     |
| - | ---- | ------------------- | ------------------------------- | ------ | ------------------------ |
|   | ВР   | Роберто Кортес      | 2 лютого 1905 (вік 25 років)    |        | Коло-Коло                |
|   | ВР   | Сесар Еспіноса      | 31 травня 1908 (вік 22 роки)    |        | Сантьяго Вондерерз       |
|   | ЗХ   | Улісес Пуарьє       | 2 лютого 1897 (вік 33 роки)     |        | Ла-Крус                  |
|   | ЗХ   | Ернесто Чапарро     | 4 січня 1901 (вік 29 років)     |        | Коло-Коло                |
|   | ЗХ   | Віктор Моралес      | 10 травня 1905 (вік 25 років)   |        | Коло-Коло                |
|   | ЗХ   | Гільєрмо Ріверос    | 10 лютого 1902 (вік 28 років)   |        | Ла-Крус                  |
|   | ПЗ   | Артуро Торрес       | 20 жовтня 1906 (вік 23 роки)    |        | Коло-Коло                |
|   | ПЗ   | Гільєрмо Сааведра   | 5 листопада 1903 (вік 26 років) |        | Коло-Коло                |
|   | ПЗ   | Умберто Ельгета     | 10 вересня 1904 (вік 25 років)  |        | Сантьяго Вондерерз       |
|   | ПЗ   | Казіміро Торрес     | 1 січня 1906 (вік 24 роки)      |        | Евертон                  |
|   | ПЗ   | Орасіо Муньйос      | 3 серпня 1905 (вік 24 роки)     |        | Фернандес Віаль          |
|   | ПЗ   | Артуро Кодду        | 14 січня 1905 (вік 25 років)    |        | Фернандес Віаль          |
|   | НП   | Томас Охеда         | 20 квітня 1910 (вік 20 років)   |        | Бока Хуніорс Антофагаста |
|   | НП   | Гільєрмо Арельяно   | 21 серпня 1908 (вік 21 рік)     |        | Коло-Коло                |
|   | НП   | Гільєрмо Субіабре   | 25 лютого 1902 (вік 28 років)   |        | Коло-Коло                |
|   | НП   | Еберардо Вільялобос | 1 квітня 1908 (вік 22 роки)     |        | Рейнджерс Талька         |
|   | НП   | Карлос Відаль       | 24 лютого 1902 (вік 28 років)   |        | Лота Швагер              |
|   | НП   | Карлос Шнебергер    | 21 червня 1902 (вік 28 років)   |        | Коло-Коло                |
|   | НП   | Хуан Агілера        | 23 жовтня 1903 (вік 26 років)   |        | Аудакс Італьяно          |

### Франція
Головний тренер:  Рауль Кодрон
| № | Поз. | Гравець             | Дата народження (вік)           | Матчів | Клуб        |
| - | ---- | ------------------- | ------------------------------- | ------ | ----------- |
|   | ВР   | Алексіс Тепо        | 30 липня 1906 (вік 23 роки)     |        | Ред Стар    |
|   | ВР   | Андре Тассен        | 23 лютого 1902 (вік 28 років)   |        | Расінг      |
|   | ЗХ   | Марсель Капелль     | 11 грудня 1904 (вік 25 років)   |        | Расінг      |
|   | ЗХ   | Етьєн Маттле        | 25 грудня 1905 (вік 24 роки)    |        | Сошо        |
|   | ЗХ   | Нюма Андуар         | 19 березня 1908 (вік 22 роки)   |        | Ніцца       |
|   | ПЗ   | Огюстен Шантрель    | 11 листопада 1906 (вік 23 роки) |        | Стад Франсе |
|   | ПЗ   | Марсель Пінель      | 8 липня 1908 (вік 22 роки)      |        | Ред Стар    |
|   | ПЗ   | Селестен Дельмер    | 15 лютого 1907 (вік 23 роки)    |        | Ам'єн       |
|   | ПЗ   | Александр Віллаплан | 12 вересня 1905 (вік 24 роки)   |        | Расінг      |
|   | ПЗ   | Жан Лоран           | 30 грудня 1906 (вік 23 роки)    |        | Сошо        |
|   | НП   | Ернест Лібераті     | 22 березня 1906 (вік 24 роки)   |        | Ам'єн       |
|   | НП   | Едмон Дельфур       | 1 листопада 1907 (вік 22 роки)  |        | Расінг      |
|   | НП   | Андре Машіно        | 28 червня 1903 (вік 27 років)   |        | Сошо        |
|   | НП   | Люсьєн Лоран        | 10 грудня 1907 (вік 22 роки)    |        | Сошо        |
|   | НП   | Еміль Венант        | 12 червня 1907 (вік 23 роки)    |        | Расінг      |
|   | НП   | Марсель Ланжіє      | 2 червня 1908 (вік 22 роки)     |        | Ексельсіор  |

### Мексика
Головний тренер:  Хуан де Серральонга
| № | Поз. | Гравець             | Дата народження (вік)           | Матчів | Клуб         |
| - | ---- | ------------------- | ------------------------------- | ------ | ------------ |
|   | ВР   | Оскар Бонфільо      | 5 жовтня 1905 (вік 24 роки)     |        | Марте        |
|   | ВР   | Ісідоро Сота        | 4 лютого 1902 (вік 28 років)    |        | Клуб Америка |
|   | ЗХ   | Рафаель Гутьєррес   | 13 грудня 1896 (вік 33 роки)    |        | Клуб Америка |
|   | ЗХ   | Мануель Росас       | 17 квітня 1912 (вік 18 років)   |        | Атланте      |
|   | ПЗ   | Ефраїн Амескуа      | 3 серпня 1907 (вік 22 роки)     |        | Атланте      |
|   | ПЗ   | Феліпе Оліварес     | 19 березня 1905 (вік 25 років)  |        | Атланте      |
|   | ПЗ   | Альфредо Санчес     | 24 травня 1908 (вік 22 роки)    |        | Марте        |
|   | ПЗ   | Феліпе Росас        | 5 лютого 1910 (вік 20 років)    |        | Атланте      |
|   | ПЗ   | Раймундо Родрігес   | 15 травня 1905 (вік 25 років)   |        | Марте        |
|   | НП   | Іларіо Лопес        | 18 листопада 1907 (вік 22 роки) |        | Марте        |
|   | НП   | Франсіско Гутьєррес | 14 березня 1904 (вік 26 років)  |        | Клуб Америка |
|   | НП   | Хосе Руїс           | 2 травня 1904 (вік 26 років)    |        | Некакса      |
|   | НП   | Роберто Гайон       | 1 січня 1905 (вік 25 років)     |        | Клуб Америка |
|   | НП   | Діонісіо Мехія      | 6 січня 1907 (вік 23 роки)      |        | Атланте      |
|   | НП   | Хуан Карреньйо      | 14 серпня 1907 (вік 22 роки)    |        | Атланте      |
|   | НП   | Луїс Перес          | 1 січня 1907 (вік 23 роки)      |        | Некакса      |
|   | НП   | Хесус Кастро        | 16 жовтня 1908 (вік 21 рік)     |        | Клуб Америка |

## Група 2

### Югославія
Головний тренер:  Бошко Симонович
| № | Поз. | Гравець              | Дата народження (вік)           | Матчів | Клуб        |
| - | ---- | -------------------- | ------------------------------- | ------ | ----------- |
|   | ВР   | Милован Якшич        | 21 вересня 1909 (вік 20 років)  |        | БАСК        |
|   | ВР   | Мілан Стоянович      | 28 грудня 1911 (вік 18 років)   |        | Белград     |
|   | ЗХ   | Милутин Івкович      | 3 березня 1906 (вік 24 роки)    |        | БАСК        |
|   | ЗХ   | Драгомир Тошич       | 8 листопада 1909 (вік 20 років) |        | Белград     |
|   | ЗХ   | Любиша Стефанович    | 4 січня 1910 (вік 20 років)     |        | Сет         |
|   | ЗХ   | Драгослав Михайлович | 13 грудня 1906 (вік 23 роки)    |        | Белград     |
|   | ПЗ   | Милорад Арсеньєвич   | 6 червня 1906 (вік 24 роки)     |        | Белград     |
|   | ПЗ   | Бранислав Хрньїчек   | 5 червня 1908 (вік 22 роки)     |        | Югославія   |
|   | ПЗ   | Теофіло Спасоєвич    | 21 січня 1909 (вік 21 рік)      |        | Югославія   |
|   | НП   | Іван Бек             | 29 жовтня 1909 (вік 20 років)   |        | Сет         |
|   | НП   | Момчило Джокич       | 27 лютого 1911 (вік 19 років)   |        | Югославія   |
|   | НП   | Благоє Мар'янович    | 9 вересня 1907 (вік 22 роки)    |        | Белград     |
|   | НП   | Душан Маркович       | 1 січня 1900 (вік 30 років)     |        | Воєводина   |
|   | НП   | Драгутин Найданович  | 15 квітня 1908 (вік 22 роки)    |        | Белград     |
|   | НП   | Бранислав Секулич    | 29 жовтня 1906 (вік 23 роки)    |        | Клуб Франсе |
|   | НП   | Александар Тирнанич  | 15 липня 1911 (вік 18 років)    |        | Белград     |
|   | НП   | Джордже Вуядинович   | 6 грудня 1909 (вік 20 років)    |        | Белград     |

### Бразилія
Головний тренер:  Піндаро де Карвалью Родрігес
| № | Поз. | Гравець              | Дата народження (вік)            | Матчів | Клуб          |
| - | ---- | -------------------- | -------------------------------- | ------ | ------------- |
|   | ВР   | Жоел                 | 1 травня 1904 (вік 26 років)     |        | Америка       |
|   | ВР   | Веллозо              | 25 вересня 1908 (вік 21 рік)     |        | Флуміненсе    |
|   | ЗХ   | Брильянте            | 5 листопада 1904 (вік 25 років)  |        | Васко да Гама |
|   | ЗХ   | Італія               | 22 травня 1907 (вік 23 роки)     |        | Васко да Гама |
|   | ЗХ   | Зе Луїс              | 16 листопада 1904 (вік 25 років) |        | Сан-Крістован |
|   | ПЗ   | Іван Маріс           | 16 травня 1910 (вік 20 років)    |        | Флуміненсе    |
|   | ПЗ   | Фаусто               | 28 січня 1905 (вік 25 років)     |        | Васко да Гама |
|   | ПЗ   | Фернандо Гвідічеллі  | 1 березня 1906 (вік 24 роки)     |        | Флуміненсе    |
|   | ПЗ   | Фортес               | 9 вересня 1901 (вік 28 років)    |        | Флуміненсе    |
|   | ПЗ   | Ерможенес Фонсека    | 4 листопада 1908 (вік 21 рік)    |        | Америка       |
|   | ПЗ   | Оскаріно             | 17 січня 1907 (вік 23 роки)      |        | Іпіранга      |
|   | ПЗ   | Памплона             | 24 березня 1904 (вік 26 років)   |        | Ботафого      |
|   | НП   | Аракен               | 17 липня 1905 (вік 24 роки)      |        | Фламенгу      |
|   | НП   | Бенедікто            | 10 травня 1910 (вік 20 років)    |        | Ботафого      |
|   | НП   | Карвалью Лейте       | 25 червня 1912 (вік 18 років)    |        | Ботафого      |
|   | НП   | Маноелзінью          | 22 серпня 1907 (вік 22 роки)     |        | Іпіранга      |
|   | НП   | Модерато Візінтайнер | 14 липня 1902 (вік 27 років)     |        | Фламенгу      |
|   | НП   | Ніло                 | 3 квітня 1903 (вік 27 років)     |        | Ботафого      |
|   | НП   | Полі                 | 26 січня 1909 (вік 21 рік)       |        | Американо     |
|   | НП   | Преґінью             | 8 лютого 1905 (вік 25 років)     |        | Флуміненсе    |
|   | НП   | Русінью              | 18 грудня 1902 (вік 27 років)    |        | Васко да Гама |
|   | НП   | Теофіло              | 11 квітня 1900 (вік 30 років)    |        | Сан-Крістован |

### Болівія
Головний тренер:  Улісес Сауседо
| № | Поз. | Гравець           | Дата народження (вік)           | Матчів | Клуб               |
| - | ---- | ----------------- | ------------------------------- | ------ | ------------------ |
|   | ВР   | Хесус Бермудес    | 24 січня 1902 (вік 28 років)    |        | Оруро Роял         |
|   | ВР   | Мігель Мурільйо   | 24 березня 1898 (вік 32 роки)   |        | Болівар            |
|   | ЗХ   | Касьяно Чаваррія  | 3 серпня 1901 (вік 28 років)    |        | Калавера Ла-Пас    |
|   | ЗХ   | Сегундо Дюрандаль | 17 березня 1912 (вік 18 років)  |        | Депортіво Сан-Хосе |
|   | ЗХ   | Луїс Пеньяранда   | 5 червня 1911 (вік 19 років)    |        | Універсітаріо      |
|   | ПЗ   | Хуан Арготе       | 25 листопада 1906 (вік 23 роки) |        | Болівар            |
|   | ПЗ   | Мігель Бріто      | 13 червня 1901 (вік 29 років)   |        | Оруро Роял         |
|   | ПЗ   | Діогенес Лара     | 6 квітня 1903 (вік 27 років)    |        | Болівар            |
|   | ПЗ   | Константіно Ноя   | 1 січня 1900 (вік 30 років)     |        | Оруро Роял         |
|   | ПЗ   | Ренато Сайнс      | 14 грудня 1899 (вік 30 років)   |        | Зе Стронгест       |
|   | ПЗ   | Хорхе Вальдеррама | 12 грудня 1906 (вік 23 роки)    |        | Оруро Роял         |
|   | НП   | Маріо Альборта    | 19 вересня 1910 (вік 19 років)  |        | Болівар            |
|   | НП   | Едуардо Ортіс     | 1 січня 1907 (вік 23 роки)      |        | Зе Стронгест       |
|   | НП   | Рафаель Мендес    | 1 січня 1904 (вік 26 років)     |        | Універсітаріо      |
|   | НП   | Хосе Бустаманте   | 1 січня 1907 (вік 23 роки)      |        | Літораль           |
|   | НП   | Рене Фернандес    | 1 січня 1906 (вік 24 роки)      |        | Оруро Альянс       |
|   | НП   | Гумерсіндо Гомес  | 21 січня 1907 (вік 23 роки)     |        | Оруро Роял         |

## Група 3

### Уругвай
Головний тренер:  Альберто Суппічі
| № | Поз. | Гравець                   | Дата народження (вік)            | Матчів | Клуб                 |
| - | ---- | ------------------------- | -------------------------------- | ------ | -------------------- |
|   | ВР   | Енріке Бальєстерос        | 18 січня 1905 (вік 25 років)     |        | Рампла Хуніорс       |
|   | ВР   | Мігель Капуччіні          | 5 січня 1904 (вік 26 років)      |        | Пеньяроль            |
|   | ЗХ   | Ернесто Маскероні         | 21 листопада 1907 (вік 22 роки)  |        | Рівер Плейт          |
|   | ЗХ   | Хосе Насассі              | 24 травня 1901 (вік 29 років)    |        | Белья Віста          |
|   | ЗХ   | Домінго Техера            | 27 липня 1899 (вік 30 років)     |        | Монтевідео Вондерерз |
|   | ЗХ   | Еміліо Рекоба             | 3 листопада 1904 (вік 25 років)  |        | Насьйональ           |
|   | ПЗ   | Хосе Леандро Андраде      | 22 листопада 1901 (вік 28 років) |        | Насьйональ           |
|   | ПЗ   | Лоренсо Фернандес         | 20 травня 1900 (вік 30 років)    |        | Пеньяроль            |
|   | ПЗ   | Альваро Хестідо           | 17 травня 1907 (вік 23 роки)     |        | Пеньяроль            |
|   | ПЗ   | Мігель Анхель Мелоньйо    | 22 березня 1905 (вік 25 років)   |        | Белья Віста          |
|   | ПЗ   | Кондуело Піріс            | 17 червня 1905 (вік 25 років)    |        | Насьйональ           |
|   | ПЗ   | Карлос Ріольфо            | 5 листопада 1905 (вік 24 роки)   |        | Пеньяроль            |
|   | НП   | Соіло Сальдомбіде         | 18 березня 1905 (вік 25 років)   |        | Насьйональ           |
|   | НП   | Ектор Скароне             | 26 листопада 1898 (вік 31 рік)   |        | Насьйональ           |
|   | НП   | Сантос Урдінаран          | 30 березня 1900 (вік 30 років)   |        | Насьйональ           |
|   | НП   | Перегріно Ансельмо        | 30 квітня 1902 (вік 28 років)    |        | Пеньяроль            |
|   | НП   | Хуан Карлос Кальво        | 26 червня 1906 (вік 24 роки)     |        | Мірамар Місьйонес    |
|   | НП   | Ектор Кастро              | 29 листопада 1904 (вік 25 років) |        | Насьйональ           |
|   | НП   | Педро Сеа                 | 1 вересня 1900 (вік 29 років)    |        | Насьйональ           |
|   | НП   | Пабло Дорадо              | 22 червня 1908 (вік 22 роки)     |        | Белья Віста          |
|   | НП   | Педро Петроне             | 11 травня 1905 (вік 25 років)    |        | Насьйональ           |
|   | НП   | Вікторіано Сантос Іріарте | 2 листопада 1902 (вік 27 років)  |        | Расінг               |

### Румунія
Головний тренер:  Константин Редулеску
| № | Поз. | Гравець              | Дата народження (вік)            | Матчів | Клуб               |
| - | ---- | -------------------- | -------------------------------- | ------ | ------------------ |
|   | ВР   | Йон Лепушняну        | 8 грудня 1908 (вік 21 рік)       |        | Спортул Студенцеск |
|   | ВР   | Самуель Заубер       | 10 листопада 1900 (вік 29 років) |        | Маккабі Бухарест   |
|   | ЗХ   | Адальберт Штайнер    | 24 січня 1907 (вік 23 роки)      |        | Кінезул            |
|   | ЗХ   | Рудольф Бюргер       | 31 жовтня 1908 (вік 21 рік)      |        | Кінезул            |
|   | ЗХ   | Емеріх Фогль         | 12 серпня 1905 (вік 24 роки)     |        | Петролул           |
|   | ЗХ   | Йосиф Цако           | 11 червня 1906 (вік 24 роки)     |        | Решица             |
|   | ПЗ   | Альфред Айзенбайссер | 7 квітня 1908 (вік 22 роки)      |        | Драгош Воде        |
|   | ПЗ   | Петре Штайнбах       | 1 січня 1906 (вік 24 роки)       |        | Униря-Триколор     |
|   | ПЗ   | Ласло Раффінський    | 23 квітня 1905 (вік 25 років)    |        | Петролул           |
|   | ПЗ   | Корнеліу Робе        | 23 травня 1908 (вік 22 роки)     |        | Олімпія            |
|   | ПЗ   | Александру Борбей    | 28 листопада 1910 (вік 19 років) |        | Бельведере         |
|   | ПЗ   | Рудольф Штайнер      | 24 січня 1907 (вік 23 роки)      |        | Кінезул            |
|   | НП   | Рудольф Ветцер       | 17 березня 1901 (вік 29 років)   |        | Петролул           |
|   | НП   | Штефан Барбу         | 2 березня 1908 (вік 22 роки)     |        | Глорія             |
|   | НП   | Адальберт Дешу       | 24 березня 1909 (вік 21 рік)     |        | Решица             |
|   | НП   | Ніколае Ковач        | 23 грудня 1911 (вік 18 років)    |        | Банатул Тімішоара  |
|   | НП   | Константин Станчу    | 5 березня 1911 (вік 19 років)    |        | Венус              |
|   | НП   | Андрей Гланцманн     | 27 березня 1907 (вік 23 роки)    |        | Ріпенсія           |
|   | НП   | Елемер Кочиш         | 26 жовтня 1910 (вік 19 років)    |        | Клуб Атлетік Орадя |
|   | НП   | Іліе Субешяну        | 6 червня 1906 (вік 24 роки)      |        | Олімпія            |

### Перу
Головний тренер:  Франсіско Бру
| № | Поз. | Гравець              | Дата народження (вік)            | Матчів | Клуб                      |
| - | ---- | -------------------- | -------------------------------- | ------ | ------------------------- |
|   | ВР   | Хорхе Пардон         | 19 грудня 1909 (вік 20 років)    |        | Спортінг Крістал          |
|   | ВР   | Хуан Вальдів'єсо     | 6 травня 1910 (вік 20 років)     |        | Альянса Ліма              |
|   | ЗХ   | Маріо де лас Касас   | 31 січня 1901 (вік 29 років)     |        | Лаун Тенніс               |
|   | ЗХ   | Антоніо Макілон      | 29 листопада 1902 (вік 27 років) |        | Тарапака                  |
|   | ЗХ   | Альберто Сорія       | 10 березня 1906 (вік 24 роки)    |        | Альянса Ліма              |
|   | ЗХ   | Артуро Фернандес     | 10 квітня 1910 (вік 20 років)    |        | Універсітаріо де Депортес |
|   | ПЗ   | Хуліо Кінтана        | 13 липня 1904 (вік 26 років)     |        | Альянса Ліма              |
|   | ПЗ   | Едуардо Астенго      | 15 серпня 1905 (вік 24 роки)     |        | Універсітаріо де Депортес |
|   | ПЗ   | Карлос Сільоніс‎      | 1 липня 1910 (вік 20 років)      |        | Універсітаріо де Депортес |
|   | ПЗ   | Альберто Денегрі     |                                  |        | Універсітаріо де Депортес |
|   | ПЗ   | Пласідо Галіндо      | 9 березня 1906 (вік 24 роки)     |        | Універсітаріо де Депортес |
|   | ПЗ   | Домінго Гарсія       | 30 листопада 1904 (вік 25 років) |        | Альянса Ліма              |
|   | НП   | Деметріо Нейра       | 15 грудня 1908 (вік 21 рік)      |        | Альянса Ліма              |
|   | НП   | Пабло Пачеко         | 23 травня 1908 (вік 22 роки)     |        | Універсітаріо де Депортес |
|   | НП   | Лісардо Нуе          | 30 серпня 1910 (вік 19 років)    |        | Спорт Прогресо            |
|   | НП   | Хорхе Сарм'єнто‎      | 2 листопада 1900 (вік 29 років)  |        | Альянса Ліма              |
|   | НП   | Луїс Соуса           | 30 червня 1904 (вік 26 років)    |        | Універсітаріо де Депортес |
|   | НП   | Алехандро Вільянуева | 4 червня 1908 (вік 22 роки)      |        | Альянса Ліма              |
|   | НП   | Хосе Марія Лавальє‎   | 5 червня 1911 (вік 19 років)     |        | Альянса Ліма              |
|   | НП   | Хуліо Лорес          | 15 вересня 1908 (вік 21 рік)     |        | Некакса                   |

## Група 4

### США
Головний тренер:  Боб Міллер
| № | Поз. | Гравець         | Дата народження (вік)           | Матчів | Клуб                  |
| - | ---- | --------------- | ------------------------------- | ------ | --------------------- |
|   | ВР   | Джиммі Даглас   | 12 січня 1898 (вік 32 роки)     |        | Нью-Йорк Нешнелз      |
|   | ЗХ   | Джордж Мургаус  | 4 травня 1901 (вік 29 років)    |        | Нью-Йорк Джаєнтс      |
|   | ЗХ   | Френк Вон       | 18 лютого 1902 (вік 28 років)   |        | Бен Міллерс           |
|   | ЗХ   | Александер Вуд  | 12 червня 1907 (вік 23 роки)    |        | Холлі Карбюретор      |
|   | ПЗ   | Філіп Слоун     | 20 січня 1907 (вік 23 роки)     |        | Нью-Йорк Джаєнтс      |
|   | ПЗ   | Джиммі Ґаллагер | 7 червня 1901 (вік 29 років)    |        | Нью-Йорк Нешнелз      |
|   | ПЗ   | Енді Олд        | 26 січня 1900 (вік 30 років)    |        | Провіденс ФК          |
|   | НП   | Майк Букі       | 12 вересня 1904 (вік 25 років)  |        | Клівленд Славія       |
|   | НП   | Джим Браун      | 31 грудня 1908 (вік 21 рік)     |        | Нью-Йорк Джаєнтс      |
|   | НП   | Том Флорі       | 6 вересня 1897 (вік 32 роки)    |        | Нью-Бедфорд Вейлерз   |
|   | НП   | Джеймс Джентл   | 21 липня 1904 (вік 25 років)    |        | Філадельфія Філд Клаб |
|   | НП   | Біллі Гонсалвес | 10 серпня 1908 (вік 21 рік)     |        | Фолл-Ривер ФК         |
|   | НП   | Барт Макгі      | 30 квітня 1899 (вік 31 рік)     |        | Нью-Йорк Нешнелз      |
|   | НП   | Арні Олівер     | 22 травня 1907 (вік 23 роки)    |        | Нью-Бедфорд Вейлерз   |
|   | НП   | Берт Петноуд    | 4 листопада 1909 (вік 20 років) |        | Фолл-Ривер ФК         |
|   | НП   | Рафаель Трейсі  | 6 лютого 1904 (вік 26 років)    |        | Бен Міллерс           |

### Парагвай
Головний тренер:  Хосе Дюранд Лагуна
| № | Поз. | Гравець                 | Дата народження (вік)          | Матчів | Клуб             |
| - | ---- | ----------------------- | ------------------------------ | ------ | ---------------- |
|   | ВР   | Педро Бенітес           | 12 січня 1901 (вік 29 років)   |        | Лібертад         |
|   | ВР   | Модесто Деніс           | 1901                           |        | Насьйональ       |
|   | ЗХ   | Еустасіо Чаморро        |                                |        | Президент Хейс   |
|   | ЗХ   | Сальвадор Флорес        | 1906                           |        | Серро Портеньйо  |
|   | ЗХ   | Квітеріо Ольмедо        | 21 грудня 1907 (вік 22 роки)   |        | Насьйональ       |
|   | ЗХ   | Хосе Міракка            | 23 вересня 1903 (вік 26 років) |        | Насьйональ       |
|   | ПЗ   | Франсіско Агірре        | 1908                           |        | Олімпія          |
|   | ПЗ   | Сантьяго Бенітес        | 1906                           |        | Олімпія          |
|   | ПЗ   | Еусебіо Діас            | 1901                           |        | Гуарані          |
|   | ПЗ   | Ромільдо Ечеверрі       | 1907                           |        | Олімпія          |
|   | ПЗ   | Дієго Флорентін         |                                |        | Рівер Плейт      |
|   | ПЗ   | Транквіліно Гарсете     | 1907                           |        | Лібертад         |
|   | НП   | Ауреліо Гонсалес        | 25 вересня 1905 (вік 24 роки)  |        | Олімпія          |
|   | НП   | Дельфін Бенітес Касерес | 24 вересня 1910 (вік 19 років) |        | Лібертад         |
|   | НП   | Ліно Нессі              | 1904                           |        | Лібертад         |
|   | НП   | Сагієр Каррерас         |                                |        | Спортіво Лукеньо |
|   | НП   | Амадео Ортега           |                                |        | Рівер Плейт      |
|   | НП   | Бернабе Рівера          |                                |        | Спортіво Лукеньо |
|   | НП   | Херардо Ромеро          | 1906                           |        | Лібертад         |
|   | НП   | Луїс Варгас Пенья       | 1905                           |        | Олімпія          |
|   | НП   | Діохенес Домінгес       | 1902                           |        | Спортіво Лукеньо |
|   | НП   | Хасінто Вільяльба       |                                |        | Серро Портеньйо  |

### Бельгія
Головний тренер:  Гектор Гутінк
| № | Поз. | Гравець         | Дата народження (вік)          | Матчів | Клуб              |
| - | ---- | --------------- | ------------------------------ | ------ | ----------------- |
|   | ВР   | Жан Де Бі       | 9 травня 1892 (вік 38 років)   |        | Расінг (Брюссель) |
|   | ВР   | Арнольд Баджу   | 26 червня 1909 (вік 21 рік)    |        | Дарінг            |
|   | ЗХ   | Анрі де Декен   | 3 серпня 1907 (вік 22 роки)    |        | Антверпен         |
|   | ЗХ   | Теодор Наувенс  | 17 лютого 1908 (вік 22 роки)   |        | Расінг Мехелен    |
|   | ЗХ   | Нік Гойдонкс    | 29 грудня 1900 (вік 29 років)  |        | Хасселт           |
|   | ПЗ   | П'єр Брен       | 26 жовтня 1900 (вік 29 років)  |        | Беєрсхот          |
|   | ПЗ   | Алексіс Шантрен | 16 березня 1901 (вік 29 років) |        | Льєж              |
|   | ПЗ   | Жан де Клерк    | 17 травня 1905 (вік 25 років)  |        | Антверпен         |
|   | ПЗ   | Жерар Дельбек   | 1 вересня 1903 (вік 26 років)  |        | Брюгге            |
|   | ПЗ   | Огюст Геллеманс | 14 вересня 1907 (вік 22 роки)  |        | Мехелен           |
|   | НП   | Жак Мьошаль     | 6 вересня 1900 (вік 29 років)  |        | Расінг (Брюссель) |
|   | НП   | Андре Сайс      | 20 лютого 1911 (вік 19 років)  |        | Серкль            |
|   | НП   | Луї Версейп     | 5 грудня 1908 (вік 21 рік)     |        | Брюгге            |
|   | НП   | Бернар Воргоф   | 10 травня 1910 (вік 20 років)  |        | Льєрс             |
|   | НП   | Фердінанд Адамс | 3 травня 1903 (вік 27 років)   |        | Андерлехт         |
|   | НП   | Ян Дідденс      | 14 вересня 1908 (вік 21 рік)   |        | Расінг Мехелен    |